# Alhué
Alhué è un comune del Cile, appartenente alla provincia di Melipilla. Si trova nella Regione Metropolitana di Santiago. Al censimento del 2002 possedeva una popolazione di 4.435 abitanti.

## Società

### Evoluzione demografica
| Censimento del 1992 | Censimento del 2002 |
| 4.013 ab.           | 4.435 ab.           |